# Kildedal Station
Kildedal Station er en S-togsstation i det vestlige Måløv.
Stationen åbnede i 2000 og var anlagt på åben mark. Ambitionen var oprindeligt, at området omkring stationen skulle gøres til et erhvervsknudepunkt med tilhørende boligbyggeri. Planerne blev dog aldrig realiseret. DSB anlagde desuden et Parkér & Rejs-anlæg for at lokke pendlere til at stille bilen og tage toget mod København, men det er kun blevet benyttet i ringe grad.
På grund af beskedne passagertal blev stationen fra september 2007 som den eneste station på S-togs-nettet kun betjent mandag-lørdag i dagtimerne. Ved køreplansskiftet i december 2012 blev stationen igen betjent i weekenden, og ved køreplansskiftet i januar 2017 blev stationen igen betjent om aftenen. Til gengæld betød køreplansskiftet i december 2018, at stationen som den eneste ikke betjenes, når S-togene kører nat efter fredag og lørdag.

## Galleri
- Stationen set fra den sydliggende perron.
- Skinnerne mod Frederiksund.
- Rundkørsel som forbinder station, flyveklubben og Frederikssundsvej.
- Den nærliggende Parker og Rejs-parkeringsplads.
- Facadeskilt.
- Stationen set mod øst.
- Rampe til perronenen.
- Station set mod Flyvepladsen og Frederikssund.
- Skinnerne mod Måløv.

## Antal rejsende
Ifølge Østtællingen var udviklingen i antallet af dagligt afrejsende med S-tog:
| År   | Antal | År   | Antal | År   | Antal | År   | Antal      |
| ---- | ----- | ---- | ----- | ---- | ----- | ---- | ---------- |
| 1957 | -     | 1974 | -     | 1991 | -     | 2001 | 113        |
| 1960 | -     | 1975 | -     | 1992 | -     | 2002 | 167        |
| 1962 | -     | 1977 | -     | 1993 | -     | 2003 | 243        |
| 1964 | -     | 1979 | -     | 1995 | -     | 2004 | 181        |
| 1966 | -     | 1981 | -     | 1996 | -     | 2005 | 281        |
| 1968 | -     | 1984 | -     | 1997 | -     | 2006 | 242        |
| 1970 | -     | 1987 | -     | 1998 | -     | 2007 | 206        |
| 1972 | -     | 1990 | -     | 2000 | -     | 2008 | ingen data |